# 麥人
麥人（日语：／ Mugihito，1944年8月8日—），日本男性配音員、舞台演員，出身於東京都武藏野市。目前隸屬於Best Position事務所。本名以及舊藝名為「寺田誠（日语：てらだ まこと）」，另外曾經用過其他藝名以及。

## 來歷、人物
一家人都是藝文圈出身。父親是旦角歌舞伎演員第5代嵐芳三郎，哥哥是前進座的演員，與父親同樣是旦角，第6代嵐芳三郎和嵐圭史。姊姊是文学座所屬的女演員寺田路惠。妹妹是法國小曲歌手廣瀨節子。在NHK大河電視劇演出的前進座演員嵐廣也則是外甥。
在聲優工作方面，參與了大量的西片配音相關工作，其中以《星艦奇航記：銀河飛龍》（TNG）中艦長让-吕克·皮卡尔日語配音最有名。艦長让-吕克·皮卡尔的前兩季日語配音員為吉水慶，在第三季開始因繼承家業，而由麥人接任。另外，他也成為帕特里克·斯图尔特的日語常任配音員。
在動畫裡，他經常擔任老人與反派角色的配音。經常參與新房昭之監督的作品。
隸屬的事務所包括劇團民藝→人間Production→青二Production→Production baobab→Media Force→Best Position（現所屬）。

## 演出作品

### 電視動畫
- 幸運女神（和尚）
- 幸運女神 各自的羽翼（越庵和尚）
- （熊八、藤木）
- 機甲界（波德王）※「寺田誠」名義
- （商人）※「寺田誠」名義
- 惡婆婆（1996年）（順一）
- 犬夜叉（和尚〈蜘蛛頭〉）
- 銀河冒險戰記 the second stage（グラン・パ）
- 宇宙戰艦大和號III（ダゴン）
- 宇宙騎士BLADE（相羽孝三）
- 福星小子（面堂的父親）
- 海貓悲鳴時（右代宮金藏）
- X戰警（Toon Disney版）（Red Skull）
- 武器種族傳說（聖職者マール）
- 美味大挑戰（喜山徹平）
- 返鄉戰士（マンマン）
- 蒙面俠蘇洛傳（蓋歐格）
- 怪盜St. Tail（虎畑 #38）
- CANAAN（老人（双子、兄））
- 假面男僕（大富士原全重郎）
- 食靈-零-（諫山奈落）
- 奇鋼仙女樓蘭（粕屋）
- 機神大戰（大統領）
- 機動武鬥傳G GUNDAM（キラル・メキレル）
- 今日大魔王!（耐傑爾·懷茲·馬奇辛）
- 金田一少年之事件簿（黑塚和成）
- 銀魂（老爺爺）
- 銀河鐵道999（管制官）
- J9系列
  - 銀河旋風突擊隊（ホセ鏡大寺、機長）
  - 銀河烈風（セゾンJr、使節）
  - 銀河疾風（署長、市長）
- 刃牙（愚地独步）
- 蜡笔小新（大原四十郎）
- 四葉遊戲（大久保横道（神秘老爺爺））
- 怪怪怪的鬼太郎（第5作）（不倒翁）
- 結界師（和尚）
- Keroro軍曹（第3輯）（博布）
- 幻想魔傳最遊記（天帝）
- 交响诗篇（ブラヤ）
- 極道鮮師（會長）
- 孩子們的遊戲（蓋瑞·哈米爾頓）
- 網路安琪兒（犬養博士、古羅沙）
- 骷髏13（理查）
- 人造人009 THE CYBORG SOLDIER（艾萨克·吉尔莫亚）
- （出門虎造）※「寺田誠」名義
- 魂狩〜（時逆大悟）
- 鬼眼狂刀（師匠）
- 小松鼠（スッポンおやじ）※名義
- 時空冒險記（奧撒）
- 七小花（鈴木六造）
- 城市猎人系列
  - 城市猎人（播報員）
  - 城市猎人2（赤猿）
  - 城市猎人 
- （社長）
- 少年陰陽師（安倍晴明）
- 新世纪福音战士（基路·洛侖茲）
- 千年女王（十文字博士、委員長）※「寺田誠」名義
- 真·女神轉生 惡魔之子 光之書&闇之書（ベルセルク）
- Strike Witches（杉田艦長）
- （其他）
- 超級機器人大戰OG -Divine Wars-（古林兼三）
- 湯匙媽媽
- 星界的紋章（菲布達胥前男爵）
- 宇宙奇兵（韋萊博士、他端役）※「天地麥人」名義
- 零之使魔 ～雙月的騎士～（リッシュモン）
- 仙界傳 封神演義（姬昌）
- 裝甲騎兵（ヒロラム・カンジェルマン）
- 奏光之Strain（クレイヴン）
- 蒼天之拳（霞羅門）
- 俗・絕望先生（芽留的父親）
  - 懺・絕望先生（芽留的父親）- 第3話的插畫
- 宗谷物語（谷木）※「寺田誠」名義
- 宇宙戰艦山本洋子（ゼンガー）
- 虎面人II世（ドラキマン）
- 大英雄（岡合）
- 宇宙再生人（羅佛）
- 月詠 -MOON PHASE-（御堂龍平）
- 鐵人28號（第4作目）（山岸教授）
- 大飯桶（土門剛介、教頭、先生）
- IQ博士（びびるマン、（2代目））
- 娜姬卡電擊大作戰（ラッセ・プント）
- 夏日風暴（旁白）
- 騎鵝歷險記（フレッド）
- 忍者乱太郎（ハラタケ城の家老、忍者）
- 洋蔥和尚朝太郎（こしあん和尚）
- 魔法老師！？（旁白）- 第25話的副標題題字以及插畫。
- 魔法提琴手（レシク、旁白）
- 爆丸
- 爆球Hit! 轟烈彈珠人（鳥賀教授）
- BASILISK甲賀忍法帖（南光坊天海、霞蓮部）
- （氏神）
- 蜂蜜與四葉草（庄田教授）
- 蝙蝠侠（雨果・史傳奇）
- 嬉皮笑園（外星人艦長、蘇拉）
- 巴比倫二世（2001年）（ヨミ）
- PAPUWA（イトウ）
- 小仙蒂（フラッシュ・スカパン）
- B傳說! 戰鬥彈珠人（マーダビィ）
- 光与水的女神（水樹翔）
- BUS GAMER（柳田）
- 貧窮姊妹物語（林源三）
- 怪醫黑傑克（永湖清水）
- BLACK BLOOD BROTHERS（張雷考）
- 電腦好小子（桧垣）
- 彩夢芭蕾（卡隆）
- FRESH光之美少女!
- 進化戰記（ブラフマン、魔門）
- BOM BOM弹珠人太空战士（史奈·洛自圖·巴古拉總統）
- 白色相簿（三角）
- （赤軍鬼）※「寺田誠」名義
- 危險調查員（維克多）
- 魔法少女拉拉貝爾 ※「寺田誠」名義
- 魔法戰士李維（卡歐斯）
- 魔法使的條件（高橋和夫）
- 漫畫日本史（竹崎季長）
- 三眼神童（ボルボック）
- 忍者龜（最高指揮官）
- 未來少年柯南
- MOONLIGHT MILE 第一季 -Lift off-（アフマド）
- 無責任艦長（三船）
- 名偵探柯南（荻野、鯨井定雄、酒見佑三）
- 相聚一刻（三鷹的叔父）
- 圓桌武士（蓋爾）
- 馳風！競艇王（古池勘一）
  - 馳風！競艇王V（古池勘一）
- （旁白）
- 游戏王GX（影丸）
- 雪之女王（傘屋のおやじ）
- （刑事）※第11話 「天地麦人」名義
- 仙境傳說（バフォメット）
- 流星戰隊Musumet（藤見·喬治）
- 樂一通（タズマニアンデビル）
- 魯邦三世 PartIII（約翰）
- 浪客剑心（柴田）
- 洛克人（カルダモン）
- ※「寺田誠」名義
- 徹之進（源老師）
- 狗狗三劍客（黎胥留）
- 海月姬（鯉淵慶一郎）
- 羅賓漢大冒險（理查國王（閃電比格））
- 心跳！光之美少女（四葉一郎）
- 織田信奈的野望（齋藤道三）
- 宇宙战舰大和号2199（德川彦左卫门）※2012年起于电影院先行上映

2006年
- 犬神！（邪星）

2013年
- 八犬傳－東方八犬異聞－（明光）
- 宇宙浪子（Dr. H）

2014年
- 東京ESP（助三郎）

2015年
- 美男高校地球防衛部LOVE！（翁巴特、俵山滿願）
- 落第騎士英雄譚（南鄉寅次郎）

2016年
- 最終騎士（卡斯提納）
- Re：從零開始的異世界生活（羅姆爺）
- 美男高校地球防衛部LOVE！LOVE！（翁巴特）
- 發條精靈戰記 天鏡的極北之星（阿納萊·卡恩）
- 超心動！文藝復興（帶刀研太郎）
- 啟航吧！編舟計畫（松本朋佑）

2017年
- 青春歌舞伎（小澤靜寂）
- 有頂天家族2（菖蒲池畫伯）
- ID-0（白眉有樂翁）
- 末日時在做什麼？有沒有空？可以來拯救嗎？（史旺·坎德爾）
- 戰姬絕唱SYMPHOGEAR AXZ（風鳴訃堂）
- 騎士&魔法（蓋斯卡·約翰森）
- 妖怪公寓的優雅日常（又十郎）
- 奇諾之旅 -the Beautiful World- the Animated Series（山賊長老）

2018年
- POP TEAM EPIC（君王B）
- 惡魔高校D×D HERO（鬥戰勝佛/孫悟空）
- 刃牙（德川光成）
- 名侦探柯南（安冈克成）

2019年
- RobiHachi（哈克涅的老大）
- Dr.STONE 新石紀（化石）
- 胡蝶綺 ～少年信長～（平手政秀）

2020年
- 奇幻☆怪盜？（翁）
- 白貓Project ZERO CHRONICLE（側近）
- 咒術迴戰（樂巖寺嘉伸）

2021年
- Dr.STONE 新石紀 STONE WARS（化石）
- 工作細胞!!（毛母細胞〈長老〉）
- 名侦探柯南（月影岛常驻警官）
- Re:從零開始的異世界生活 2nd season（羅姆爺）
- 後空翻少年!!（校長）
- 現實主義勇者的王國重建記（亞貝特·艾爾孚利登）
- 桃子男孩渡海而來（樹鬼）
- 歌劇少女!!（白川歌鷗）
- 特斯拉筆記（根來甚吾）

2022年
- Dr.STONE 新石紀 龍水（化石）
- 忍之一時（兒雷坊十全[1]）
- 書蟲公主（尼古拉·列茲博士）
- JoJo的奇妙冒險 石之海（KENZO）
- POP TEAM EPIC 第2期（PIPI美〈第9話B段〉）
- 我想成為影之強者！（涅爾森）

2023年
- 英雄王，為了窮盡武道而轉生～而後成為世界最強見習騎士♀～（老國王英格利斯[2]、旁白）
- 魔王學院的不適任者～史上最強的魔王始祖，轉生就讀子孫們的學校～ II（艾尼悠尼安大树）
- 海盜戰記 SEASON 2（史威喀爾[3]）
- 地獄樂（村長）
- Dr.STONE 新石紀 NEW WORLD（化石[4]）
- 肌肉魔法使-MASHLE-（沃爾帕克校長）
- 咒術迴戰 懷玉·玉折 / 澀谷事變（樂巖寺嘉伸）
- 神奇柑仔店 錢天堂（神秘不動產店老闆）
- 獻祭公主與獸王（卡佩爾）
- 打工吧！！魔王大人（統一蒼帝）
- 聖魔大戰 BIKKURI-MEN（工場長／超級宙斯）
- 想當冒險者前往都市的女兒成為S級（艾斯特伽魯大公）

2024年
- 肌肉魔法使-MASHLE- 神覺者候補選拔試驗篇（沃爾帕克校長[5]）
- 為了在異世界也能撫摸毛茸茸而努力。（森之主）
- 王牌酒保 神之杯（來島泰三）
- 黑執事 寄宿學校篇（田中）
- FAIRY TAIL魔導少年 百年任務（艾雷夫瑟利亞[6]）
- 異世界失格（布利亞德）

2025年
- Dr.STONE 新石紀 SCIENCE FUTURE（化石[7]）

### OVA
- 銀河冒險戰 激闘篇（グラン・パ）
- 福星小子（面堂的父親）
- （文渡久重、旁白）
- （雨津都呂九郎）
- 恐怖新聞（竹ノ市）
- 銀河英雄傳說（オーブリー・コクラン）
- 绀碧舰队（ナレーション）
- 骷髏13〜QUEEN BEE〜（ゴメス将軍）
- 七小花（鈴木六造）
- 鐵甲人－地球靜止之日（激動的河原崎）
- JoJo的奇妙冒險（J・ガイル）
- 貧窮姊妹物語（林源三（房東））
- めぞん一刻 〜移りゆく季節の中で〜（三鷹的叔父）

1995年
- 沉默的艦隊（山中榮治）

1997年
- （富森正因）

1998年
- 真蓋特機器人 世界最後之日（早乙女博士）

2005年
- 反亂獵人X THE DAY OF Σ（西格瑪）

2009年
- 魔法老师 ~另一个世界~（メルディアナ魔法学校長）

2017年
- 美男高校地球防衛部LOVE！LOVE！LOVE！（翁巴特、俵山滿願）

### 網路動畫
2008年
- 亡念之扎姆德（澤甘德）

2015年
- NINJA SLAYER忍者殺手（龍・嚴道僧）

2024年
- 範馬刃牙 VS 拳願阿修羅（德川光成[8]）

### 劇場版動畫
- 宇宙戰士（迪可斯）※「寺田誠」名義
- 福星小子 愛星球之戀（ラム艦艦長）
- 福星小子 鬼姬傳說（面堂的父親）
- 風之谷（ペジテ市長）
- 機動戰士GUNDAM（ロス）
- 幻魔大戰（オライリー署長）※「寺田誠」名義
- 交響詩篇Eureka Seven彩虹滿載（ブラヤ・マッティングリー）
- 新世紀福音戰士劇場版、福音戰士新劇場版（基路·洛侖茲）
  - 新世紀福音戰士劇場版：死與新生
  - 新世紀福音戰士劇場版：Air/真心為你
  - 福音戰士新劇場版：序
  - 福音戰士新劇場版：破
- 空中殺手 The Sky Crawlers（山極）
- 世界名作童話 白鳥之湖（アドルフ）※「寺田誠」名義
- 惡童（組長）
- FUTURE WAR 198X年（ / 藤木）※「寺田誠」名義
- BURN THE WITCH（沃爾夫岡·史來修豪德）
- 美男高校地球防衛部ETERNAL LOVE！（翁巴特[9]）

### 遊戲
- AZITO（黑十字總統）
- 女神侧身像（ガノッサ）
- 宇宙戦艦ヤマト イスカンダルへの追憶（ルーギス）
  - 宇宙戦艦ヤマト 暗黒星団帝国の逆襲（カザン）
  - 宇宙戦艦ヤマト 二重銀河の崩壊（カザン）
- SD GUNDAM G世代シリーズ（キラル・メキレル）
- 仮面のメイドガイ ボヨヨンバトルロワイアル（大富士原全重郎）
- （水木）
- 幻想水滸傳V（マルスカール・ゴドウィン）
- 新世紀福音戰士系列（基路·洛侖茲）
  - 新世紀福音戰士 (NINTENDO64)
  - 新世紀福音戰士2
- 超級機器人大戰MX（キラル・メキレル）
  - 超級機器人大戰MX PORTABLE（キラル・メキレル）
- 心靈傳奇（ゼクス・メテオライト）
- 天神亂漫 Happy Go Lucky!!（千歲真一郎）
- 信長之野望Online（上杉謙信、武田信玄、北条氏康、其他）
- （Master of Darkness）
- 生化奇兵（サンダー・コーエン）
- 3,4（ゴンゾウ）
- METAL GEAR SOLID PEACE WALKER（COLDMAN）
- METAL GEAR RISING : REVENGEANCE（Doktor）
- 真人快打系列3（旁白）
- 洛克人X系列（西格瑪）
  - 洛克人X4
  - 洛克人X5
  - 洛克人X6（深海鮫煞）
  - 洛克人X7（狙擊食蟻獸‧阿里奇克）
  - 洛克人X8（VAVA.V）
  - 反亂獵人X
  - 洛克人X DiVE
- 無盡傳奇（罗恩・J・伊路贝鲁特）
- 真·女神轉生IV Final（YHVH）
- 天堂的陌生人 最终幻想起源（科利尼亚国王）
- 潛龍諜影崛起再復仇 （Doktor）

### 外語配音
帕特里克·斯图尔特
- 星艦奇航記系列（让-吕克·皮卡尔）2代目
  - 星艦奇航記：銀河飛龍
  - 星际旅行VII：日换星移
  - 星艦奇航記VIII：戰鬥巡航
  - 星际旅行IX：起义
  - 星际旅行X：复仇女神
- X战警系列（Charles Xavier/Professor X）電視版
  - X戰警
  - X戰警2
  - X戰警：最後戰役

藍斯·漢里克森
- 異形系列（Bishop）DVD版
  - 異形2
  - 异形3
- 致命的快感（Ace Hanlon）電視版

其他
- 霹靂遊俠（K.A.R.R.）
- 超越顛峰（英语：Over the Top (film)）（卡爾·亞當斯）※TBS版、（鮑伯·“公牛”·赫利〈瑞克·朱姆沃爾特（英语：Rick Zumwalt）〉）※朝日電視台版。
- 金槍客再闖鬼門關（英语：The Return of Ringo）（帕科·富恩特斯〈喬治·馬丁（英语：George Martin (Spanish actor)）〉）※東京電視台版。
- 越獄鴛鴦（英语：Wedlock (film)）（翡翠）※TBS版。

### CD
- Weiß kreuz Glühen II Theater Of Pain（マデュレイラ）
- 黑執事（田中）
- 少年陰陽師（安倍晴明（祖父））
- 天使怪盜 WINK系列（冴原警部、丹羽大樹（40年前））
- （旁白）
- 魔法戰士李維（卡歐斯）
- 龍的溫柔殺伐外傳（水の長老・壊流のフラムスチード）
- 極道系列（大下）

### 日劇
全部以「寺田誠」名義參與：
- （1966年，NHK）
- （1966年）- 平田二等兵：
- 龙马来了（1968年，NHK）- 藤岡勇助
- 天與地（1969年，NHK）-
- （1973年，NHK）
- 第1話（1974年，富士電視台）- 千太
- （1974年，富士電視台）
- （1974年，日本電視台）

### 電影
- （清元忠）※「寺田誠」名義

### 特攝
全部以「寺田誠」名義參與：
- （妖怪之聲）

### 其他
- 電影《芝加哥打鬼》CM
- （英語教育番組/NHK教育）（シオ）
- （地球）

## 外部連結
- 個人簡歷（页面存档备份，存于） （日語）

1. ↑  . Comic Natalie. 2022-08-22  [2022-08-22]. （原始内容存档于2022-10-07） （日语）.
2. ↑  . Comic Natalie. 2022-12-01  [2022-12-01]. （原始内容存档于2022-12-08） （日语）.
3. ↑  . Comic Natalie. 2022-06-08  [2022-06-08]. （原始内容存档于2022-06-16） （日语）.
4. ↑  . Comic Natalie. 2022-12-18  [2022-12-18]. （原始内容存档于2022-12-22） （日语）.
5. ↑  . Comic Natalie. 2023-11-11  [2023-11-11]. （原始内容存档于2023-11-16） （日语）.
6. ↑  . Comic Natalie. 2024-05-01  [2024-05-01]. （原始内容存档于2024-05-08） （日语）.
7. ↑  . Comic Natalie. 2024-11-14  [2024-11-14]. （原始内容存档于2024-11-27） （日语）.
8. ↑  . Comic Natalie. 2024-05-06  [2024-05-06]. （原始内容存档于2024-05-09） （日语）.
9. ↑  . Comic Natalie. 2024-07-27  [2024-07-27] （日语）.